# Walki o Racibórz
Walki o Racibórz – lokalne walki podczas II wojny światowej, przeprowadzane w okresie 30–31 marca 1945 roku między nacierającymi wojskami I Frontu Ukraińskiego a niemieckimi żołnierzami skoncentrowanymi w Raciborzu i jego okolicach, zakończone zajęciem miasta przez Rosjan.

## Podejście Armii Czerwonej pod Racibórz
Klęski armii niemieckiej na froncie wschodnim zadane przez nacierające oddziały Armii Czerwonej sprawiły, że Racibórz w 1945 roku znalazł się w strefie działań wojennych. Wcześniej, już w 1944 roku na miasto spadły pierwsze bomby, przypadkowo zrzucone przez lecące z południa samoloty alianckie kierujące się na zakłady chemiczne w dzisiejszym Kędzierzynie-Koźlu.
Armia Czerwona w okolice Raciborza dotarła pod koniec stycznia. 26 stycznia Rosjanie zajęli Rudy Raciborskie, a następnie Kuźnię Raciborską. 28 i 29 stycznia oddziałom radzieckim udało się sforsować Odrę i zająć przyczółek w Łubowicach. Piechota niemiecka podjęła kontratak, który uniemożliwił Rosjanom realizację planów obejścia miasta od zachodu. Od 29 stycznia Racibórz był w zasięgu ostrzału artyleryjskiego. Na początku lutego zaczęły się naloty radzieckich bombowców na miasto. 8 lutego Rosjanie przeprowadzili atak na nieobsadzony odcinek frontu i podeszli aż do Dębicza (część Brzezia, obecnie dzielnicy Raciborza). Atak powstrzymała elitarna 97. Dywizja Strzelców Bawarskich, która potem, ruszając w kierunku Markowic, uderzyła na zgrupowanie radzieckie w okolicach Nędzy.
Mimo koncentracji wojsk radzieckich w okolicach Raciborza już pod koniec stycznia, do ataku na miasto nie doszło. Front ustabilizował się na linii Rybnik-Gaszowice-Lyski-Nędza-Ciechowice-Łubowice-Brzeźnica-Łany, na której przez około dwa miesiące dochodziło tylko do sporadycznych rajdów obu stron i małych potyczek. Rosjanie, jak przed każdą generalną ofensywą gromadzili zapasy frontowe i uzupełniali składy osobowe.
Z kierunku północnego radziecki 15. Korpus 60. Armii atakował zgrupowanie niemieckie 371. Dywizji Piechoty I. Armii Pancernej oraz resztki 18. Dywizji Grenadierów Pancernych SS Horst Wessel (które  w dniach 8 i 9 marca próbowało odrzucić Rosjan z linii Nowa Cerekwia-Szonowice). Na łubowickim odcinku frontu dowództwo niemieckie wystawiło nieliczne, słabo wyszkolone i słabo uzbrojone oddziały Volkssturmu, których obrona szybko się załamała.

## Sytuacja w mieście przed wkroczeniem wojsk
Zatrzymanie ofensywy w kierunku Raciborza umożliwiło opuszczanie miasta przez ludność cywilną, do czego od dłuższego czasu ją zresztą namawiano, a po tym jak oddziały radzieckie w lutym dotarły do Dębicza zarządzono przymusową ewakuację. Ci, którzy z ważnych względów nie musieli zostać w mieście mieli je opuścić, a kto mimo wszystko decydował się na pozostanie musiał się liczyć z tym, że nie otrzyma kartek na żywność. Miasto opuścili m.in. przedstawiciele władz lokalnych, którzy udali się do Moravskiej Třebovej, dokąd tymczasowo przeniesiono siedziby urzędów. Fala uchodźców opuszczających Racibórz wzmogła się w ostatnich dniach przed wkroczeniem Rosjan. Ludzie kierowali się na południe, do Czech, stamtąd niektórzy kierowali się później do Niemiec. Wiele osób zdecydowało się jednak pozostać; zwłaszcza ci, którzy niezwiązani byli z faszystami.

## Zajęcie Raciborza

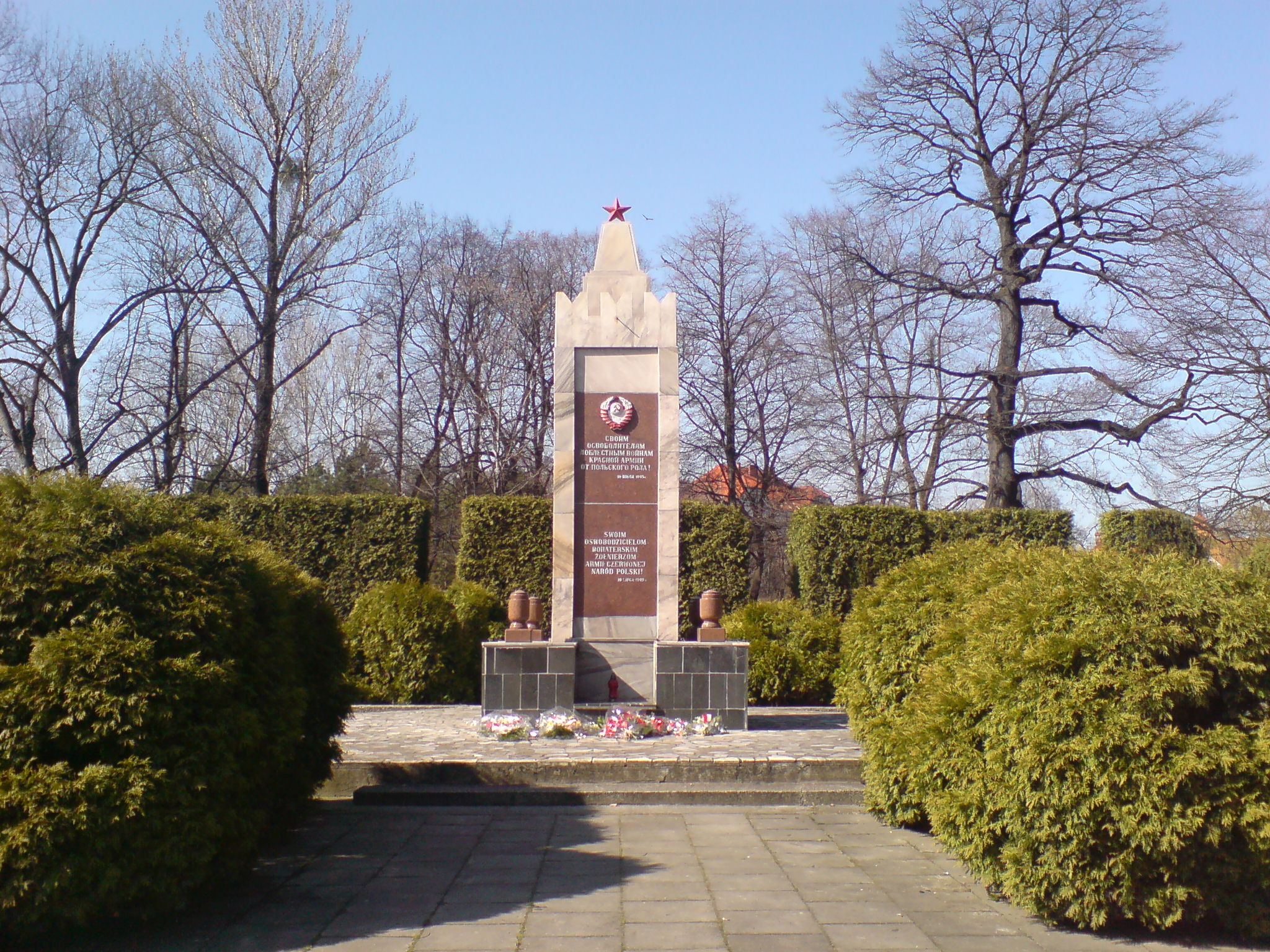
Cmentarz Żołnierzy Armii Czerwonej w Raciborzu

Racibórz według pierwotnych założeń miał być silnie broniony. Planów tych jednak nie udało się zrealizować. Jest wątpliwą kwestią, czy miasto miało status twierdzy. Nawet jeśli przyznano mu taki status, to w rzeczywistości nie stanowił on twardego punktu oporu bronionego za wszelką cenę.
Po przybyciu posiłków rozpoczęła się radziecka ofensywa na miasto i na Przedgórze Sudeckie. Celem I Frontu Ukraińskiego było rozciągnięcie linii walk na południe bronione przez Strzelców Bawarskich i pododdziały 8. i 16. Dywizji Pancernej. W dniu 28 marca oddziały radzieckie przecięły drogę z oblężonego Raciborza do Głubczyc i doszły do Samborowic, przez które wiódł niemiecki szlak zaopatrzeniowy. Tutaj doszło do potyczki pomiędzy oddziałami pancernymi obu armii. Od 26 marca Rosjanie atakowali od wschodu chcąc wyjść na przedpola miasta, aby rozwinąć uderzenie pancerne za prawym brzegiem kanału Ulga. Obrona 1. Dywizji Strzelców Alpejskich chwilowo udaremniła ten zamiar.
Pod koniec marca natarcie radzieckie dotarło aż do Miedoni, a resztki wojsk niemieckich wycofywały się na obszar Starej Wsi. 30 marca, w Wielki Piątek po czwartej nad ranem Niemcy wysadzili most Zamkowy na Ostrogu, a zaraz potem kolejowy na Płoni. Około 5.30 pojawili się pierwsi żołnierze rosyjscy, wkraczając od strony Starej Wsi i Proszowca. Wkrótce do miasta zaczęły wjeżdżać kolumny rosyjskich czołgów. Odrę pokonywano poprzez most pontonowy, utworzony około 100 metrów powyżej wysadzonego mostu Zamkowego. Najczęstszym przejawem oporu były barykady i grupy żołnierzy niemieckich wspieranych przez jeden, góra dwa czołgi. 31 marca wojska radzieckie zajęły centrum, dochodząc też do południowych granic miasta. Na brzegu rzeki Psiny (Cyny) rozlokowali się grenadierzy pancerni SS, osłaniając ostatnie transporty ewakuacyjne do Opawy. Ostatni pociąg ze stacji w Studziennej wyjechał około południa w dniu 1 kwietnia w kierunku Chałupki-Bogumin. Po szybkim zdobyciu miasta, które nie było zbyt intensywnie bronione radziecka ofensywa przeszła dalej na południe, natomiast dolina Psiny przez następne dwa tygodnie stała się nową linią frontu. W Raciborzu została ustanowiona radziecka Komendantura Wojenna. Od 18 maja do 12 czerwca etapami administrację przekazano w polskie ręce, choć starania o pozyskanie ziem powiatu raciborskiego czyniła również strona czechosłowacka.
31 marca 1945 roku uznaje się za datę zdobycia miasta przez Armię Czerwoną, chociaż ostatnie oddziały niemieckie wycofały się z południowych części miasta 1 kwietnia. 30 marca 2001 roku na spotkaniu w Urzędzie Miasta z udziałem przedstawicieli władz, mniejszości niemieckiej oraz lokalnych historyków i kombatantów dzień 31 marca ustanowiono dniem zakończenia walk o Racibórz.

## Zniszczenia wojenne
W zdobytym mieście dochodziło do licznych kradzieży mienia, a wiele mieszkanek zostało zgwałconych. Demontowano również urządzenia z zajętych zakładów przemysłowych, które później wywieziono w głąb Związku Radzieckiego. Wiele budynków spłonęło, również w wyniku podpaleń. Zdobyty teren traktowany był jako terytorium wroga, z wszystkimi konsekwencjami. Dzieła zniszczenia zwieńczyło wyburzanie obiektów w celu pozyskania cegieł na rzecz odbudowy Warszawy (według obliczeń krakowskich naukowców z Raciborza na ten cel udało się uzyskać 9 mln cegieł). Według niektórych opisów, część z nich nadawała się jeszcze do odbudowy. W centrum ułożono nawet tory dla kolejki wąskotorowej, by móc sprawniej transportować cegły i gruz, który zwożono do koryta przeciwpowodziowego Odry w okolice ulicy 1 Maja. Według różnych szacunków zabudowa miasta wskutek zarówno działań wojennych, jak i późniejszych pożarów i rozbiórek ucierpiała w 60–85%.